# Малиновое (Луганская область)
Малиновое (укр. Малинове) — село, относится к Станично-Луганскому району Луганской области Украины.
Население по переписи 2001 года составляло 73 человека. Почтовый индекс — 93609. Телефонный код — 6472. Занимает площадь 0,69 км².
Входит в состав Ольховского сельского совета. Расположен на реке Нижняя Ольховая в 25 км от с. Нижняя Ольховая. Ближайшая железнодорожная станция — Ольховая, в 14 км.
Население-71 чел.
Количество дворов-54.
День села — 14 октября.

## Местный совет
93641, Луганська обл., Станично-Луганський р-н, с. Нижня Вільхова, вул. Октябрьська, 52 (укр.)

## История
Хутор Малиново основан в начале XIX в. казаками станицы Луганской. Его название образовано дублированием невы озера Малиново.